# Agaton Giller
Agaton Giller (ur. 9 stycznia 1831 w Opatówku, zm. 18 lipca 1887 w Stanisławowie) – polski dziennikarz i pisarz, konspirator i działacz niepodległościowy, członek i prezes Rządu Narodowego (1863); brat Stefana Gillera.

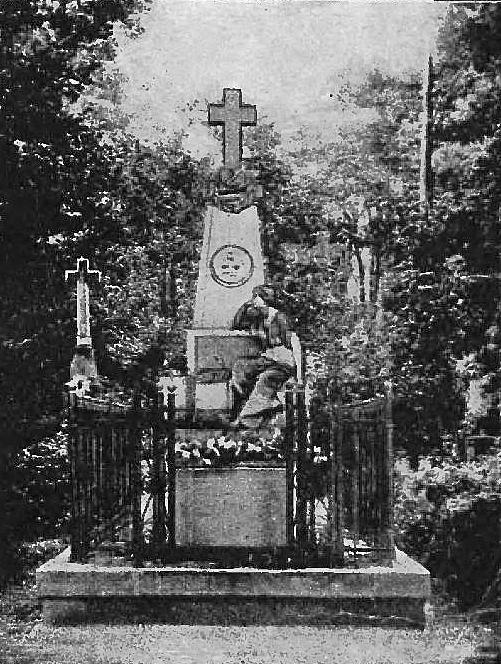
Pomnik nagrobny Agatona Gillera w Stanisławowie

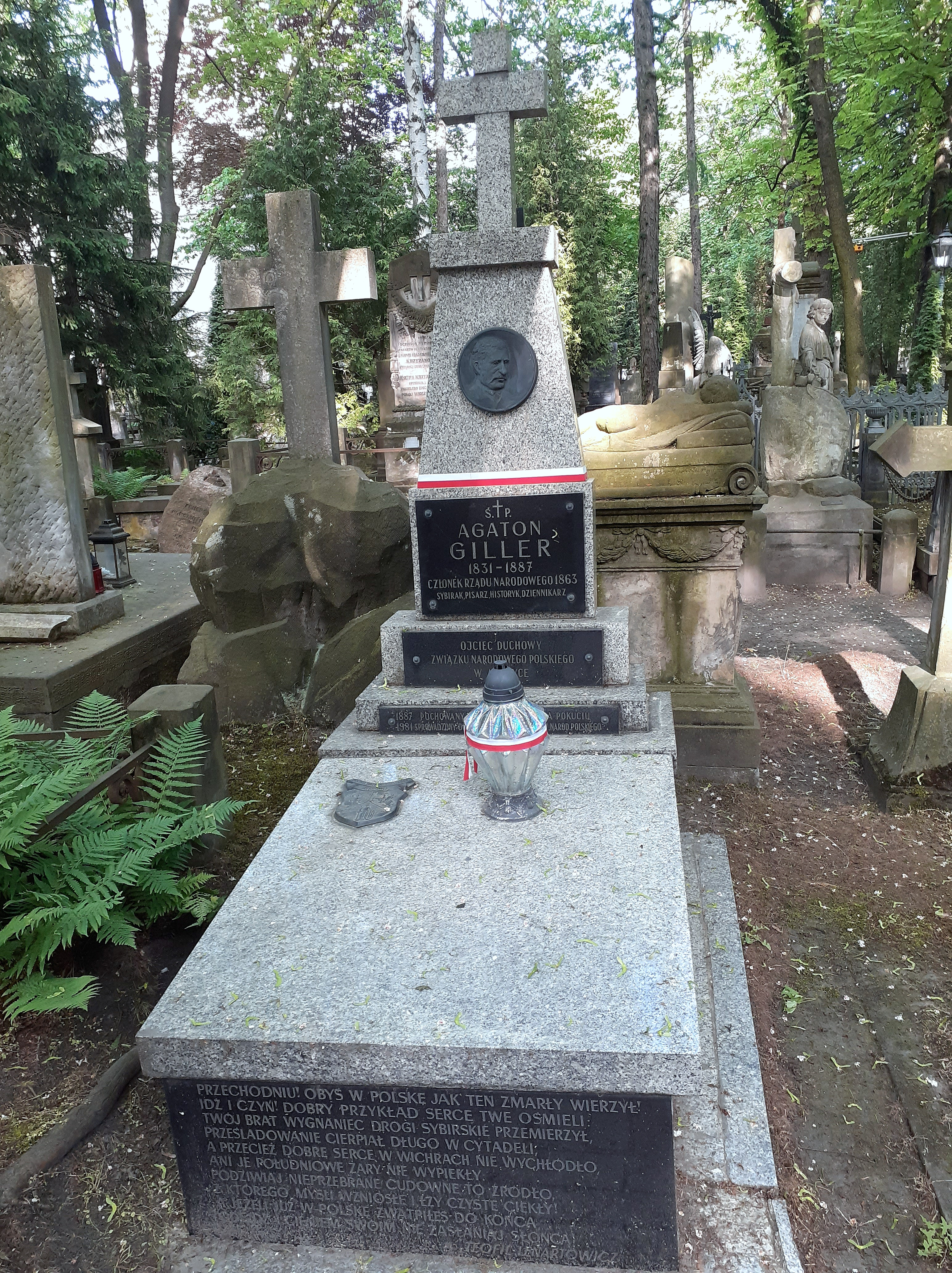
Grób Agatona Gillera na Starych Powązkach

## Życiorys
Był synem żołnierza napoleońskiego i burmistrza Opatówka Jana Kantego Gillera oraz Franciszki z domu Szpadkowskiej. Kształcił się m.in. w Kaliszu, Warszawie i Łomży. Był autodydaktą. Studiował historię i literaturę polską. W czasie Wiosny Ludów próbował się przedostać na Węgry, jednak został aresztowany przez Prusaków w Raciborzu. Zwolniony z więzienia w lutym 1850, podjął pracę nauczyciela domowego w wielkopolskich dworach ziemiańskich. W 1852 wyjechał do Krakowa i jako wolny słuchacz uczęszczał na wykłady na Uniwersytecie Jagiellońskim. Wyśledzony przez policję austriacką jako poddany rosyjski, został wydany 10 kwietnia 1853 żandarmerii rosyjskiej.
Więziony w Cytadeli Warszawskiej pod zarzutem działalności antyrosyjskiej. Skazany na katorgę w batalionach karnych we wschodniej Syberii. W kajdanach, przykuty do żelaznego drąga w 16 miesięcy odbył tę drogę na piechotę. W 1858 zwolniony z katorgi, został przymuszony do osiedlenia się w Irkucku. Tam założył polską szkołę, w której sam nauczał.
W październiku 1860 powrócił do kraju. Związał się ze środowiskiem Delegacji Miejskiej. Po masakrze manifestantów 8 kwietnia 1861 roku wydał odezwę Posłanie do wszystkich rodaków na ziemi polskiej, w której wzywał do zbratania stanów i wspólnego wystąpienia zbrojnego przeciwko Rosji. 16 października został ranny w czasie masakry w archikatedrze warszawskiej. Od 1862 był korespondentem krakowskiego „Czasu” w Królestwie Kongresowym. Wszedł w skład Komitetu Centralnego Narodowego, starając się odwieść czerwonych od próby rychłego wybuchu powstania, jednocześnie namawiał białych do porzucenia iluzji pokojowego zakończenia tych niepokojów. Był zwolennikiem dobrze przygotowanej i rokującej szanse powodzenia akcji militarnej. 24 lipca zredagował instrukcję dla organizacji narodowej do powszechnego, na dobry skutek obrachowanego powstania. Był autorem koncepcji utworzenia tajnego państwa polskiego. We wrześniu wyjechał do Londynu, gdzie zawarł porozumienie z redaktorami rosyjskiego „Kołokoła”.
Po wybuchu powstania styczniowego podał się do dymisji z KCN, uważając, że jest to działanie przedwczesne i sprowokowane przez Rosjan. Wkrótce jednak wszedł w skład Komisji Wykonawczej – rządu powstańczego. Przeszedł jawnie na stronę białych, 24 lutego powrócił do KCN i forsował oddanie dyktatury Marianowi Langiewiczowi. Po tragicznej śmierci Stefana Bobrowskiego został najbardziej wpływowym członkiem Rządu Narodowego.
Redagował wówczas liczne pisma powstańcze: „Strażnica”, „Ruch” i „Wiadomości pola bitwy”. Spod jego ręki wyszła Odezwa do obywateli zaborów pruskiego i austriackiego oraz Instrukcja dla agentów Rządu Narodowego za granicą.
Po otrzymaniu anonimowego wyroku śmierci odsunął się od pracy rządowej. Po upadku powstania przebywał m.in. w Saksonii i w Szwajcarii. W 1864 został skazany zaocznie w Lipsku na 4 lata więzienia za wydawanie tam nielegalnego pisma „Ojczyzna”. W 1867 osiadł w Paryżu. Współorganizował Legion Polski w Turcji.
Współtworzył Muzeum Narodowe Polskie w Raperswilu. W 1880 był jednym z inicjatorów powołania Związku Narodowego Polskiego w USA. 
Zmarł na zapalenie płuc 18 lipca 1887. 20 lipca 1887 odbył się jego uroczysty pogrzeb na cmentarzu Sapieżyńskim w Stanisławowie. Tam w 1907 został odsłonięty pomnik, autorstwa Tomasza Dykasa, przed którym w lipcu każdego roku miejscowa młodzież oddawała hołd Gillerowi. W wyniku zniszczenia cmentarza w okresie Ukraińskiej SRR jego prochy zostały w 1981 sprowadzone do Warszawy i złożone na cmentarzu Powązkowskim (kwatera 13-6-27).
W 1937 została wydana publikacja Agaton Giller w świetle akt państw zaborczych. W 50 rocznicę śmierci, której autorem był ppłk Zygmunt Zygmuntowicz.

## Dzieła
- Groby polskie w Irkucku[7], Kraków 1864
- Podróż więźnia etapami do Syberii[8][9]
- Opisanie zabajkalskiej krainy[10][11][12]
- Z wygnania[13][14], Lwów 1870
- Historia powstania narodu polskiego, Paryż 1867–1871 wersja elektroniczna
- Polska na Wystawie Powszechnej w Wiedniu 1873 r. Listy Agatona Gillera. T. 1-2, Lwów 1873 wersja elektroniczna
- Aleksander hrabia Wielopolski margrabia Gonzaga Myszkowski[15], Lwów 1878
- Z podróży po kraju słowackim, Lwów 1892 wyd. 2 wersja elektroniczna